# 西瓦尼
西瓦尼（Siwani），是印度哈里亚纳邦Bhiwani县的一个城镇。总人口15849（2001年）。

## 人口
该地2001年总人口15849人，其中男性8467人，女性7382人；0—6岁人口2756人，其中男1499人，女1257人；识字率56.68%，其中男性为65.93%，女性为46.07%。